# Nauru Basketball Association
Die Nauru Basketball Association (NBA), auch Nauru Island Basketball Association (NIBA), ist der nationale Basketballverband der Republik Nauru. Der Verband ist Mitglied des Nauru Olympic Committee.

## Geschichte
An den ersten Südpazifikspielen 1963 nahm bereits eine nauruische Nationalmannschaft im Basketball teil, bis heute größter Erfolg des Landes bleibt der vierte Rang bei dieser Austragung. Bereits 1975 wurde der Verband Mitglied der Oceania Basketball Confederation und somit Teil des Weltbasketballverbandes FIBA. Aufgrund des finanziellen Wohlstandes durch den Phosphatabbau konnte Nauru regelmäßig eine Mannschaft zu den Südpazifikspielen entsenden, zwischen 2001 und 2015 nahmen aus finanziellen Gründen keine Auswahlteams an internationalen Turnieren teil. Derzeit existiert sowohl eine Nationalmannschaft der Herren als auch eine Nationalmannschaft der Damen.
1960 startete der Verband die Austragung lokaler Wettbewerbe mit fünf Mannschaften, im Jahr 2006 existierten auf der Insel 26 Männer- und zehn Frauenteams. Gespielt wird auf drei Außenanlagen sowie in einer Halle. Im Mai findet alljährlich das Constitution Day Tournament statt.

## Basketballfunktionäre des Verbandes (Auswahl)

### Liste von Präsidenten
| Name              | von   | bis | Beleg       |
| ----------------- | ----- | --- | ----------- |
| Bugitamo Jerimiah |       |     |             |
| Frederick Pitcher | 2006  |     | [ 5 ]       |
| Cherico Detenamo  | 2018? |     | [ 6 ]       |
| Leona Cain        | 2018? |     | [ 7 ] [ 8 ] |

### Liste von Vizepräsidenten
| Name           | von  | bis | Beleg |
| -------------- | ---- | --- | ----- |
| Mathew Batsuia | 2006 |     | [ 5 ] |
| Juran Scotty   |      |     | [ 6 ] |
| Maska Hubert   |      |     | [ 7 ] |

### Liste von Generalsekretären
| Name         | von  | bis | Beleg |
| ------------ | ---- | --- | ----- |
| Godwyn Debao | 2006 |     | [ 5 ] |
| Leona Cain   |      |     | [ 6 ] |

### Sonstige
| Name                          | von  | bis | Beleg | Funktion      |
| ----------------------------- | ---- | --- | ----- | ------------- |
| Ruman Reweru                  |      |     | [ 6 ] | Beisitzer     |
| Dominic Cain                  |      |     | [ 6 ] | Beisitzer     |
| Terry Deidenang               |      |     | [ 6 ] | Beisitzer     |
| Denise Jones (Denise Ephraim) | 2006 |     | [ 5 ] | Schatzmeister |
| Janet Hubert                  |      |     | [ 6 ] | Schatzmeister |
| Ruman Reweru                  |      |     | [ 7 ] | Schatzmeister |